# Jermaine Jackson (baloncestista)
Jermaine Jackson, (nacido el 7 de junio de 1976 en Detroit, Míchigan) es un exjugador de baloncesto estadounidense. Con 1,93 metros de estatura, jugaba en la posición de escolta. 

## Trayectoria deportiva

### Universidad
Jugó cuatro temporadas con los Detroit de la Universidad de Detroit Misericordia, en las que promedió 11,4 puntos, 4,7 rebotes, 4,3 asistencias y 1,2 robos de balón por partido. En su última temporada fue elegido Jugador del Año de la Midwestern Collegiate Conference.

### Profesional
[actualizar]

## Estadísticas de su carrera en la NBA

### Temporada regular
| Año     | Equipo    | PJ  | PT | MPP  | %TC  | %3P  | %TL  | RPP | APP | ROB | TPP | PPP |
| ------- | --------- | --- | -- | ---- | ---- | ---- | ---- | --- | --- | --- | --- | --- |
| 1999–00 | Detroit   | 7   | 0  | 10.4 | .091 | .000 | .625 | 1.6 | 0.6 | 0.4 | 0.0 | 1.0 |
| 2001–02 | Toronto   | 24  | 0  | 11.7 | .476 | .500 | .667 | 1.1 | 2.4 | 0.4 | 0.0 | 2.4 |
| 2002–03 | Toronto   | 24  | 1  | 11.9 | .309 | .111 | .852 | 1.0 | 1.6 | 0.4 | 0.1 | 2.8 |
| 2002–03 | Atlanta   | 29  | 0  | 9.4  | .452 | .000 | .607 | 1.1 | 1.2 | 0.3 | 0.1 | 1.9 |
| 2004–05 | New York  | 21  | 0  | 11.0 | .515 | .000 | .615 | 1.1 | 1.1 | 0.3 | 0.0 | 2.0 |
| 2005–06 | Milwaukee | 30  | 2  | 6.7  | .423 | .250 | .857 | 0.9 | 0.8 | 0.1 | 0.0 | 1.2 |
| Total   | Total     | 135 | 3  | 10.0 | .401 | .158 | .711 | 1.1 | 1.4 | 0.3 | 0.1 | 1.9 |

### Playoffs
| Año     | Equipo    | PJ | PT | MPP | %TC  | %3P  | %TL  | RPP | APP | ROB | TPP | PPP |
| ------- | --------- | -- | -- | --- | ---- | ---- | ---- | --- | --- | --- | --- | --- |
| 2001–02 | Toronto   | 4  | 0  | 3.0 | .667 | .000 | .333 | 0.3 | 0.0 | 0.0 | 0.0 | 1.5 |
| 2005–06 | Milwaukee | 2  | 0  | 2.0 | .000 | .000 | .000 | 0.0 | 1.0 | 0.0 | 0.0 | 0.0 |
| Total   | Total     | 6  | 0  | 2.7 | .400 | .000 | .333 | 0.2 | 0.3 | 0.0 | 0.0 | 1.0 |